# Leucinodes
Leucinodes é um gênero de mariposa pertencente à família Crambidae.